# Azim Sirma
Azim Sirma (en russe : Азим-Сирма ; en tchouvache : Аçăм Çырми
, Azam Sirmi) est un village de la république de Tchouvachie, en Russie, dans le raïon Vournarski, situé à 65 kilomètres de la capitale Tcheboksary. Sa population s'élevait à 429 habitants en 2012.

## Monuments et lieux d'intérêts
L'église de l'Assomption de Marie, dont la construction a commencé en 2005 à l'initiative du moine Vadim (né Valery Smirnov), est consacrée en 2007. Après le décès tragique du père Vadim, le père Alexis Belovest est élu supérieur.